# 約翰·利奧波德 (薩克森-科堡-哥達)
約翰·利奧波德（德語：Johann Leopold，1906年8月2日—1972年5月4日），薩克森-科堡-哥達公爵卡爾·愛德華的長子，母親是什勒斯維希-霍爾斯坦的維多利亞·阿德萊德。

## 家庭
1932年，約翰·利奧波德與費奧多拉·馮·德霍斯特（Feodora von der Horst）結婚。由於是貴庶通婚，約翰·利奧波德放棄薩克森-科堡-哥達的繼承權。兩人共有2子1女：
1. 瑪麗安妮（1933年出生）
2. 恩斯特·利奧波德（英语：Ernst Leopold Prinz von Sachsen-Coburg und Gotha）（1935年—1996年）
3. 彼得（1939年出生）